# Vahiny
Vahiny byl rod menšího sauropodního dinosaura z kladu Colossosauria, žijícího na území dnešního Madagaskaru v období pozdní svrchní křídy (geologický stupeň maastricht, asi před 70 až 66 miliony let).

## Objev
Fosilie tohoto sauropoda byly objeveny v sedimentech geologického souvrství Maevarano a formálně je popsala dvojice paleontologů v roce 2014.
V ekosystémech stejného souvrství se vyskytoval také mnohem hojnější druh sauropoda Rapetosaurus krausei. Fosilie rodu Vahiny sestávají pouze z částečně dochované mozkovny, která je odlišná od mozkovny rapetosaura. Blízce příbuznými druhy sauropodů jsou zřejmě indický Jainosaurus a jihoamerické rody Muyelensaurus a Pitekunsaurus.